# Британо-пакистанські відносини
Британсько-пакистанські відносини - двосторонні дипломатичні відносини Великої Британії і Пакистану. Обидві країни членами Співдружності націй і Організації Об'єднаних Націй.

## Історія
У 1947 Пакистан здобув незалежність від Великої Британії відповідно до Плану Маунтбеттена .  Домініон Пакистан формально залишався в складі Британської імперії, аж до 1956 року, коли став окремою суверенною республікою.
У 1972 році Пакистан покинув Співдружність націй через визнання організацією незалежності Бангладеш. 1989 року Пакистан поновив членство.
У 2018 році Велика Британія і Пакистан підписали угоду, що дозволяє громадянам цих держав відбувати покарання у своїй країні.
Велика Британія і Пакистан мають Верховних комісарів(послів в країнах Співдружності) в Лондоні і Ісламбпаді відповідно, які є послами в країнах . Чинний Верховний комісар Великої Британії в Пакистані - Томас Дрю, а Верховний комісар Пакистану у Великій Британії - Мохаммад Нафіш Закарія.

## Економічні відносини
Починаючи з 1988 року між державами діє угода про уникнення подвійного оподаткування фізичних і юридичних осіб, а також для запобігання ухиленню від  податків.
2002 року, було створено Пакистан-британську консультативну раду задля вивчення того, як уряди могли б сприяти торговим і комерційним зв'язкам між країнами.
У 2012 році прем'єр-міністри обох країн розробили дорожню карту з торгівлі та інвестицій для збільшення об'ємів торгівлі та інвестицій між країнами. У 2017 році очільник Міністерства Внутрішніх Справ Пакистану Чаудрі Нісар Алі Хан повідомив про те, що між країнами будуть організовані двосторонні візити для підтримки торговельних відносин.

## Військове співробітництво
Країни залишалися союзниками і в період холодної війни, учасниками Багдадського пакту, який Велика Британія вважала важливим способом стримувати вплив СРСР в регіоні, в той час як Пакистан приєднався найголовніше з метою отримати економічну допомогу та преференції для себе від країн західного світу. Міжвідомча розвідка була створена за допомоги британських офіцерів, і має широкі зв'язки з розвідувальними службами Великої Британії. Британський уряд визнав у липні 2006 року Визвольну армію Белуджистану як терористичну організацію. Водночас, між урядами країн регулярно проводяться обговорення питань національної безпеки і боротьби з тероризмом..

## Позиція країн з приводу Кашмірського  конфлікту
У 2016 міністр закордонних справ Великої Британії Борис Джонсон заявив, що давня позиція Великої Британії полягає в підтримці Індії і Пакистану на їх шляху по розв'язанню конфліктної ситуації навколо Кашміру з урахуванням інтересів кашмірського народу.